# Talkau
Talkau est une commune allemande du Schleswig-Holstein, située dans l'arrondissement du duché de Lauenbourg (Kreis Herzogtum Lauenburg), à mi-chemin entre les villes de Mölln et Schwarzenbek. Talkau est l'une des onze communes de l'Amt Breitenfelde dont le siège est à Breitenfelde.